# Paleisbrug ('s-Hertogenbosch)
De Paleisbrug is een wandelbrug met stadsparkje in 's-Hertogenbosch die de wijk het Paleiskwartier verbindt met de wijk Het Zand en de Bossche binnenstad. De Paleisbrug is geïnspireerd op de High Line in Manhattan als parkbrug.
Vanaf de brug is er uitzicht op het natuurgebied het Gement en door het parkachtig verblijf van de brug, die in totaal 2500 m² bedraagt, sluit de brug op de omgeving aan.

## Geschiedenis
In 2009 kwam het Bossche College, in samenwerking met onder andere ProRail, met de eerste plannen voor een extra verbinding tussen het Paleiskwartier, dat nog volop in ontwikkeling was, met de binnenstad. Na de presentatie van drie architectenbureaus koos de gemeenteraad voor de ontwerpen van Benthem Crouwel Architekten. Eind mei 2012 werd  begonnen met de bouw van de brug die bekend stond als de "Ponte Palazzo". Via een verkiezing werd er gekozen voor de naam "Paleisbrug". Tijdens de bouw van de brug lag het project meer dan een halfjaar stil, de brug werd ten slotte in maart 2015 opgeleverd en op 9 mei 2015 werd de brug geopend.
In 2016 won de Paleisbrug de Nationale Staalprijs.

## Voorzieningen
De brug wordt ijsvrij gehouden door een systeem met vloerverwarming, werkend op zonnecellectoren. De collectoren zorgen via warmte-opslag voor energie, die de brug in de winter zelf gebruikt. Overtollige energie wordt aan de wijk rondom de brug geleverd. Daarnaast is de brug voorzien van een eigen irrigatiesysteem, twee liften en van Wi-Fi.